# Carla Díaz Mejía
Carla Díaz Mejía (Madrid, 19 de juliol de 1998) és una actriu i ballarina espanyola, coneguda pels seus papers de Rosa Lobo a Tierra de lobos, Nayat Ben Barek en la sèrie El Príncipe, Elisa Silva en Seis hermanas i Ari Blanco en Élite.

## Biografia
Des de petita es va apuntar a l'acadèmia de ball dels seus pares, on a dia d'avui pren classes de ballet, flamenc, bolera i regional. Però no va ser fins als 9 anys, quan va començar la seva carrera interpretativa en apuntar-se a l'agència de publicitat Delphoss. De seguida va ser seleccionada per a diversos anuncis de publicitat (com «La tornada a l'escola en El Corte Inglés» o «Hugo, la bufanda solidària»), fins que el 2008 va tenir l'oportunitat de participar en un episodi pilot, Oceanogràfic, dirigit per Salvador Calvo i seguidament en els seus primers curtmetratges, Los planos de Cecilia, Hilos i Luna i en les seves primeres aparicions episòdiques en televisió en El internado, Águila Roja i Aída. La seva gran oportunitat va ser el 2010, quan li van oferir rodar el seu primer paper fix en la sèrie Punta Escarlata i poc després a Tierra de lobos com Rosa Lobo filmant les seves tres temporades a Telecinco.
El 2014 s'incorpora a la sèrie Hermanos, emesa a Telecinco. Aquell mateix any s'incorpora a la sèrie, també de Telecinco, El Príncipe en la qual interpreta a Nayat, una nena de 12 anys d'origen musulmà. El 2015 forma part de l'elenc principal de Seis hermanas, per TVE 1; una sèrie diària ambientada en l'any 1913 que explica la història de sis germanes de classe alta que, després de la mort del seu pare, han de fer-se càrrec de la fàbrica tèxtil de la família. Va compaginar el rodatge d'aquesta sèrie amb Teresa, també de TVE 1, una pel·lícula que explica la vida d'Santa Teresa de Jesús i en la qual ella interpreta un personatge actual que ens endinsa en la història.
El 2018 s'incorpora a la sisena temporada d'Amar es para siempre a Antena 3, interpretant a Belén Tuñón. En 2019 interpreta Ana Montrell en la sèrie de Televisió Espanyola La caza: Monteperdido, donant vida a una de les noies desaparegudes de poble. El 2020 s'incorpora a l'elenc principal de la sèrie Madres. Amor y vida, on interpreta a Elsa, la filla en la ficció de Belén Rueda. La sèrie s'emet per Amazon Prime Vídeo i Telecinco i ha estat protagonitzada per l'actriu en tres temporades. El 2021 s'incorpora a l'elenc principal de la quarta temporada d'Élite, donant vida a Ari. La temporada es va estrenar el 18 de juny de 2021 a nivell mundial a través de Netflix.

## Filmografia

### Televisió
| Any         | Títol                 | Personatge                        | Cadena                  | Notes                 |
| ----------- | --------------------- | --------------------------------- | ----------------------- | --------------------- |
| 2009        | El internado          | Lúcia de nena                     | Antena 3                | 1 episodi             |
| 2010        | Aguila Roja           | Margarida de nena                 | TVE                     | 1 episodi             |
| 2010        | Aída                  | Camboria                          | Telecinco               | 1 episodi             |
| 2010 - 2014 | Tierra de lobos       | Rosa Llop                         | Telecinco               | 42 episodis           |
| 2011        | Punta Escarlata       | Patricia Rozas                    | Telecinco               | 9 episodis            |
| 2012        | Marco                 | Lala                              | Antena 3                | 1 episodi             |
| 2012        | Carmina               | Carmina (noia)                    | Telecinco               | Pel·lícula televisiva |
| 2014        | Hermanos              | Marta Rodríguez                   | Telecinco               | 2 episodis            |
| 2014 - 2016 | El Príncipe           | Nayat Ben Barek                   | Telecinco               | 23 episodis           |
| 2015        | Teresa                | Teresa                            | TVE                     | Pel·lícula televisiva |
| 2015 - 2017 | Seis hermanas         | Elisa Silva                       | TVE                     | 489 episodis          |
| 2018        | Traición              | Adriana Aguado                    | TVE                     | 4 episodis            |
| 2018        | Paquita Salas         | Cambrera 8                        | Netflix                 | 1 episodi             |
| 2018        | Amar es para siempre  | Ana Belén Tuñón de Guevara Robles | Antena 3                | 150 episodis          |
| 2019        | La caza. Monteperdido | Ana Montrell Mur                  | TVE                     | 8 episodis            |
| 2020 - 2021 | Madres. Amor y vida   | Elsa Tadino Ballesteros           | Prime Vídeo / Telecinco | 39 episodis           |
| 2021        | Élite                 | Ari Blanco Commerford             | Netflix                 | 8 episodis            |
| 2023        | La mesías             | Lara                              | Movistar+               | 7 episodis            |

### Cinema
| Any  | Títol        | Personatge   |
| ---- | ------------ | ------------ |
| 2015 | Teresa       | Teresa       |
| 2022 | Demà és avui | Lucía Gaspar |